# Appenzeller

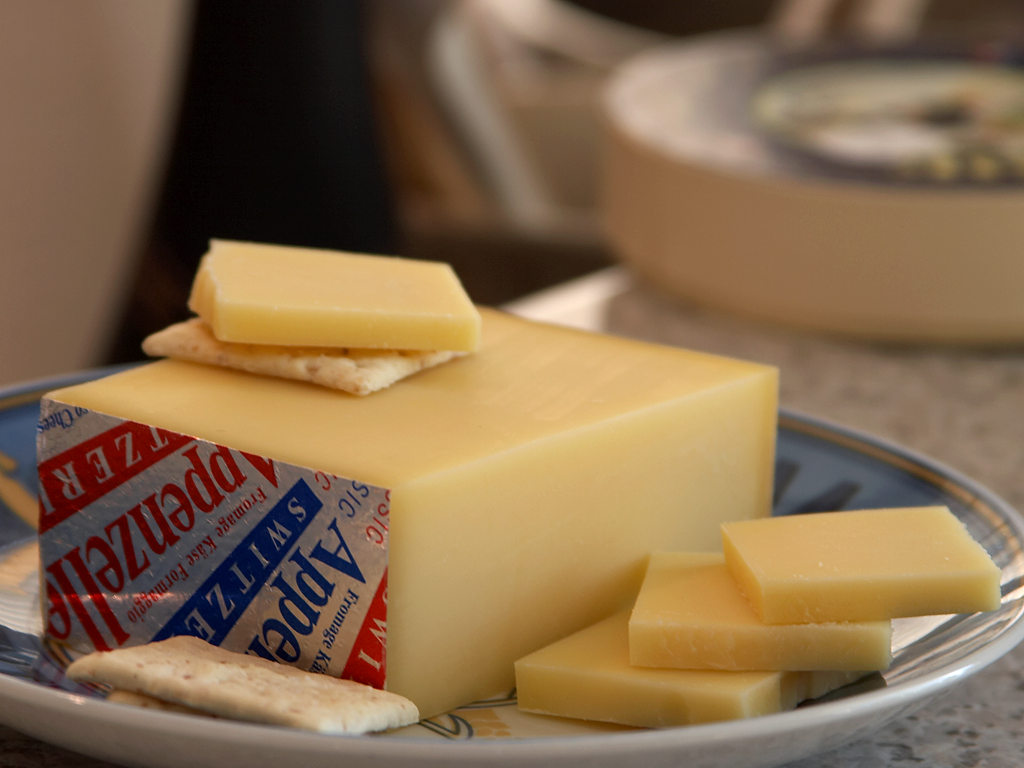
Ilustrativní fotografie sýru

Appenzeller je vyzrálý alpský horský sýr vyráběný z nepasterizovaného kravského mléka. Je pojmenován podle švýcarského kantonu Appenzell (již dávno rozděleného na dnešní Appenzell Innerrhoden a Appenzell Ausserrhoden), ve kterém se vyrábí. Jeho chuť je ostrá a stářím sýra nabírá na intenzitě. Povrch sýra je světlehnědý. Podle stáří se rozlišuje:
- Classic – Tři až čtyři měsíce starý sýr. Kola sýra jsou balena do stříbrného alobalu.
- Surchoix – Stáří čtyři až šest měsíců. Prodává se v pozlaceném obalovém materiálu.
- Extra – Šest měsíců a více starý sýr. Obal sýra je černý.

## Historie
První zmínky o sýru pocházejí z roku 1289. O sýru se zmiňují zápisky mnichů z Opatství svatého Havla. Sýr byl vybírán jako desátek od věřících.

## Výroba
Appenzeller se vyrábí z kravského mléka a jeho výroba podléhá přísným pravidlům. Mléko se před zpracováním nepasteruje.